# 1986 à la télévision
| Années de la télévision : 1983 - 1984 - 1985 - 1986 - 1987 - 1988 - 1989    |
| Décennies de la télévision : 1950 - 1960 - 1970 - 1980 - 1990 - 2000 - 2010 |

Cet article présente les faits marquants de l'année 1986 à la télévision.

## Évènements
- 20 février : naissance de la chaîne de télévision La Cinq en France.
- 1er mars : naissance de la première chaîne musicale de télévision TV6 en France.
- 1er juillet : l'Établissement national de télévision (ENTV) est créé en Algérie pour gérer les activités télévisuelles de la RTA.
- 15 décembre : naissance de la chaîne de télévision locale Paris Première sur le réseau câblé parisien

## Émissions
- 22 février : Dernière de Au théâtre ce soir sur TF1.
- 6 mai : Première de 19/20 sur FR3.
- 20 septembre : Dernière de FR3 Jeunesse sur FR3.
- Star quizz (Canal+)
- Zénith (Canal+)
- C'est encore mieux l'après-midi (Antenne 2)
- Ça Cartoon (Canal+)

## Séries télévisées
- Première diffusion en France de la série Inspecteur Derrick le 26 février 1986 sur La Cinq.
- Première diffusion au Japon de la série Dragon Ball le 26 février 1986.
- Première diffusion au Japon de la série Les Chevaliers du Zodiaque le 11 octobre 1986.

## Feuilletons télévisés
- Inspecteur Derrick

## Distinctions

### Sept d'or(France)
- Meilleur comédien : André Dussollier (Music Hall)
- Meilleure comédienne : Alice Sapritch (L'Affaire Marie Besnard)
- Meilleur réalisateur de direct : Pierre Badel, Jean-René Vivet (Tour de France)
- Meilleur réalisateur de fiction : Hervé Baslé (L'ami Maupassant)
- Meilleur technicien photo : Claude Robin
- Meilleur technicien son : Serge Deraison
- Meilleure musique : Vladimir Cosma (L'Été 36)
- Meilleur documentaire : Thalassa, le magazine de la mer
- Meilleur technicien décor : Claude Lenoir
- Meilleure émission de variétés : Brel, un cri
- Meilleur technicien montage : Chantal Rémy
- Meilleur jeu télévisé : Mardi Cinéma
- Meilleure émission pour la jeunesse : Récré A2
- Meilleure speakerine : Evelyne Leclercq
- Meilleur magazine culturel ou artistique : Cinéma cinémas
- Meilleure émission d'humour : Cocoricocoboy
- Meilleur feuilleton, série ou collection : Yannick Andréi (L'affaire Caillaux)
- Meilleure émission sportive : Automoto
- Meilleur animateur : Michel Polac
- Meilleur auteur : Frédéric Pottecher (L'affaire Marie Besnard)
- Meilleur magazine d'actualité ou de débat : Droit de réponse: l'esprit de contradiction
- Meilleur journaliste sportif : Charles Biétry
- Meilleur journaliste ou reporter : Anne Sinclair
- Meilleur producteur de télévision : Michel Boujut, Anne Andreu, Claude Ventura (Cinéma cinémas)
- Meilleur téléfilm : Yves-André Hubert (L'affaire Marie Besnard)
- Meilleur spot publicitaire : Étienne Chatiliez (Eram)
- Meilleur présentateur du journal télévisé : Claude Sérillon
- Super 7 d'Or : Patrick Sabatier

## Principales naissances
- 23 janvier : Jeny Priez, animatrice française.
- 13 mai : Robert Pattinson, acteur britannique
- 11 juin : Shia LaBeouf, acteur américain.
- 13 juin : Mary Kate et Ashley Olsen, actrices et productrices américaines.
- 28 juillet : Alexandra Chando, actrice américaine.
- 30 septembre : Ki Hong Lee, acteur américain/sud coréen.
- 13 octobre : Eva Berberian, actrice et animatrice française.
- 27 octobre : Alba Flores, actrice espagnole.

## Principaux décès
- 14 janvier : Donna Reed, actrice américaine (° 27 janvier 1921).
- 24 mars : Jean Tourane, créateur de la série télévisée animalière de fiction pour la jeunesse Les Aventures de Saturnin (° 23 novembre 1919).
- 8 octobre : Jacqueline Huet, chanteuse et présentatrice française (° 20 octobre 1929).
- 2 décembre : Desi Arnaz, acteur, producteur et chanteur américain (° 2 mars 1917).